# Tribalistas (album)
| Recensione | Giudizio |
| ---------- | -------- |
| AllMusic   | [ 6 ]    |

Tribalistas è un album di Arnaldo Antunes, Carlinhos Brown e Marisa Monte, informalmente conosciuti come Tribalistas, pubblicato nel 2002.

## Il disco
L'album fu pubblicato in Brasile nel novembre del 2002 dalla Phonomotor, casa discografica della cantante Marisa Monte, e distribuito dalla EMI, mentre uscì nel resto del mondo nel marzo del 2003.
Il disco nacque come naturale epilogo di una collaborazione tra i tre artisti brasiliani che durava ormai da quasi dieci anni, con decine di composizioni e partecipazioni ai rispettivi progetti solisti.
Soltanto in Brasile il disco ha venduto oltre un milione di copie, raggiungendo la prima posizione della classifica di vendita, nonostante i tre non avessero mai promosso il proprio lavoro in televisione o alla radio.
L'album ha raccolto considerevoli consensi anche in Europa: è stato l'album più venduto dell'anno in Portogallo ed è stato tre volte disco di platino in Italia e due volte in Spagna. Ha ottenuto un discreto successo anche in Svizzera, Svezia, Paesi Bassi, Germania e Francia.
A far da traino all'album fu il considerevole successo del singolo Já sei namorar che, con la sua ritmica ipnotica e aiutato da un video clip coinvolgente, divenne una sorta di tormentone ascoltatissimo alla radio e trasmesso frequentemente dalla stazioni televisive musicali.
Il disco fu accompagnato dalla contemporanea pubblicazione di un DVD omonimo nel quale vengono mostrate le fasi di realizzazione dell'album e il "dietro le quinte" oltre ai video delle canzoni.
Dopo la fortunata Já sei namorar fu pubblicato un secondo singolo con la canzone Velha infância nel 2003. In Brasile furono pubblicati altri due singoli nel corso del 2003: Passe em casa e É você.
Tribalistas ricevette 5 nomination nel corso dei Latin Grammy Awards del 2003, vincendo il premio come miglior album pop brasiliano.

## Tracce
1. Carnavália – 4:16 (edizioni musicali Arnaldo Antunes, Carlinhos Brown, Marisa Monte)
2. Um a Um – 2:41 (edizioni musicali Antunes, Brown, Monte)
3. Velha Infância – 4:10 (edizioni musicali Antunes, Brown, Monte, Davi Moraes, Pedro Baby)
4. Passe em Casa – 3:54 (edizioni musicali Antunes, Brown, Monte, Margareth Menezes)
5. O Amor É Feio – 3:11 (edizioni musicali Antunes, Brown, Monte)
6. É Você – 2:51 (edizioni musicali Antunes, Brown, Monte)
7. Carnalismo – 2:36 (edizioni musicali Antunes, Brown, Monte, Cezar Mendes)
8. Mary Cristo – 3:00 (edizioni musicali Antunes, Brown, Monte)
9. Anjo da Guarda – 2:47 (edizioni musicali Antunes, Brown, Monte)
10. Lá de Longe – 2:17 (edizioni musicali Antunes, Brown, Monte)
11. Pecado É Lhe Deixar de Molho – 2:58 (edizioni musicali Antunes, Brown, Monte)
12. Já sei namorar – 3:16 (edizioni musicali Antunes, Brown, Monte)
13. Tribalistas – 3:23 (edizioni musicali Antunes, Brown, Monte)

Durata totale: 41:20

## Formazione
- Arnaldo Antunes - voce
- Carlinhos Brown - voce, basso, percussioni
- Marisa Monte - voce, chitarra, tastiere, cavaquinho
- Dadi Carvalho - chitarra, chitarra elettrica, tastiere, basso
- Cézar Mendes - chitarra
- Margareth Menezes - chitarra, voce (in Passe em casa)

## Classifiche

### Classifiche settimanali
| Classifica (2003) | Posizione massima |
| ----------------- | ----------------- |
| Brasile           | 1                 |
| Francia           | 39                |
| Italia            | 3                 |
| Portogallo        | 1                 |
| Svizzera          | 90                |

### Classifiche annuali
| Paese (2003) | Posizione |
| ------------ | --------- |
| Italia       | 14        |